# Hà (họ)
Hà là một họ của người thuộc vùng Văn hóa Đông Á. Họ này có mặt ở Việt Nam (Hán Nôm: 何), Triều Tiên (Hangul: 하, Romaja quốc ngữ: Ha) và Trung Quốc (chữ Hán: 何, Bính âm: He).
Chữ 何 (hà) của họ này nghĩa gốc là "cái gì" (như "hà cớ gì"), tránh nhầm lẫn với chữ 河 (hà) mang nghĩa là "sông nước", do chữ Quốc ngữ chỉ có thể biểu âm, không biểu nghĩa được như chữ Hán và chữ Nôm.
Tại Trung Quốc trong danh sách Bách gia tính họ Hà đứng thứ 21.
Ở Việt Nam, con cháu họ Hà đang sinh sống tại rất nhiều tỉnh, thành trên cả nước. Trong đó phải kể đến nhánh họ Hà đang sinh sống ở thôn Ân Phú, xã Xuân Phú, huyện Phúc Thọ, thành phố Hà Nội. Hàng năm, cứ vào ngày Chủ nhật thứ 3 của tháng Chạp, anh em, con cháu họ Hà nhánh này lại tổ chức gặp mặt, họp tổng kết. Họ Hà tại Làng Lạc Chính, xã Trực Khang, huyện Trực Ninh, Tình Nam Định là một tộc họ lớn tại Trực Ninh, đã trải qua gần 20 đời nối tiếp. Ngày rằm tháng giêng hàng năm, dòng họ tập trung về tế tổ, gặp mặt và dâng hương tiên tổ.
Một nhánh lớn khác họ Hà vốn có xuất thân là từ người họ Phí đổi thành họ Hà, con cháu của nhánh họ Hà này đến nay sinh sống ở Nam Định, Hải Dương, Vĩnh Phúc, Thanh Hóa (Quan Sơn, Quan Hóa, Bá Thước), Hải Phòng, Nghệ An, Hà Tĩnh, Ninh Bình, Quảng Bình, Quảng Trị, Quảng Nam và Huế.

## Người Việt Nam họ Hà có danh tiếng
- Hà Khôi, vị tướng nhà Đinh tham gia đánh dẹp sứ quân Đỗ Cảnh Thạc.
- Hà Nương, tức Cô Đôi Thượng Ngàn nhân vật nổi tiếng trong tín ngưỡng thờ mẫu Tam Phủ, con vị quan lang họ Hà ở Ninh Bình.
- Hà Chương – được coi như anh em kết nghĩa với Hưng Đạo Vương Trần Quốc Tuấn, người đã có công trạng to lớn cho nhà Trần trong cuộc kháng chiến chống quân Nguyên Mông.
- Hà Tôn Mục, học giả thời Hậu Lê.
- Hà Tông Quyền, thi sĩ thời nhà Nguyễn.
- Hà Huy Tập, tổng bí thư Đảng Cộng sản Đông Dương.
- Hà Huy Giáp, UVTW Đảng CSVN khoá III.
- Hà Văn Lâu, nhà ngoại giao của chính phủ Việt Nam Dân chủ Cộng hòa.
- Hà Minh Đức, viện trưởng Viện Văn học Việt Nam.
- Hà Đình Đức, Khoa sinh học – Trường Đại học Tổng hợp Hà Nội người nghiên cứu về Hồ Gươm rùa Hồ Gươm.
- Hà Thị Khiết, Bí thư TƯ Đảng CSVN, Trưởng ban dân vận Trung ương.
- Hà Quang Dự, Nguyên UVTW Đảng CSVN, Bộ trưởng Thể thao-Du lịch
- Hà Văn Tấn, viện trưởng Viện Khảo cổ học Việt Nam.
- Hà Huy Khoái, viện trưởng Viện Toán học Việt Nam.
- Hà Hùng Cường, bộ trưởng Bộ Tư pháp Việt Nam.
- Hà Mạnh Trí, viện trưởng viện kiểm sát ND tối cao Việt Nam.
- Hà Kiều Anh, hoa hậu Việt Nam, cháu nội của Hà Văn Lâu.
- Hà Văn Hiền, UVTW Đảng CSVN khoá X, chủ nhiệm ủy ban kinh tế ngân sách Quốc hội.
- Hà Duyên Châu, Viện trưởng Viện Vật lý địa cầu, Viện Hàn Lâm Khoa học và Công nghệ Việt Nam.
- Hà Thị Cầu, nghệ nhân hát xẩm
- Hà Anh Tuấn, nam ca sĩ.
- Hà Đức Chinh, cầu thủ bóng đá Việt Nam.
- Hà Công Long, Phó Trưởng ban Ban Dân nguyện thuộc Ủy ban thường vụ Quốc hội, Ủy viên Ủy ban Tư pháp của Quốc hội khóa XII, XIII.
- Hà Ban, nguyên UVTW Đảng, nguyên Bí thư Tỉnh ủy Kon Tum, Phó ban Tổ chức TW.
- Hà Xuân Trường, Giám đốc Học viện Phòng không- Không quân (Việt Nam
- Hà Thị Nga, Chủ tịch Hội Liên hiệp Phụ nữ Việt Nam
- Christine Hà Huyền Trân, người Mỹ gốc Việt, quán quân MasterChef mùa 3.
- Hà Xuân Trừng, giáo sư, tiến sĩ và nhà kinh tế học người Việt Nam, từng giữ chức Tổng trưởng Bộ Tài chánh Việt Nam Cộng hòa

## Người Trung Quốc họ Hà có danh tiếng
- Hà Tiến, đại tướng và ngoại thích cuối thời Đông Hán
- Hà Thừa Thiên, học giả thời Nam-Bắc triều
- Hà Ứng Khâm, quan chức cao cấp trong chính quyền Quốc dân đảng Trung Quốc
- Hà Hồng Sân (Stanley Ho), tỉ phú Ma Cao, người được mệnh danh là Vua cờ bạc Ma Cao
- Hà Nhuận Đông, diễn viên Đài Loan
- Hà Khiết, ca sĩ Trung Quốc
- Hà Gia Kính, diễn viên
- Hà Cảnh, người dẫn chương trình, ca sĩ, đạo diễn
- Hà Bình Bình, người nhỏ bé nhất thế giới, có thể đi lại được.